# خضر الآغا
خضر الآغا (1963–)، هو كاتب وشاعر وناقد سوري.

## سيرة
ولد خضر الآغا في مدينة سلمية وسط سوريا عام 1963، وهو مقيم حاليًا في ألمانيا. بدأ بالكتابة في تسعينات القرن العشرين وصدرت له العديد من الكتب والدراسات الثقافية، من أهمها كتاب البياض المهدور: مقدمة للشعر الجديد في سورية. إضافة إلى كتاب ثقافة العصيان: قراءات في فكر وحياة بوعلي ياسين.
عمل خضر الآغا مديرًا لتحرير جريدة «شرفات» الثقافية في سوريا التي تأسست عام 2007، كما عمل مديرًا لتحرير مجلة «جسور» المعنية بالترجمة ودراساتها منذ تأسيسها عام 2009، وحتى انتقاله إلى ألمانيا إثر اندلاع الثورة في سوريا.

## الموقف من الثورة السورية والانتقال إلى ألمانيا
نتيجة لمواقفه المؤيدة للثورة السورية تم فصله في العام 2011 من عمله كمدير لتحرير جريدة «شرفات». وكان قد تم اعتقاله مرتين قبل الثورة على خلفية مواقفه المناهضة للنظام السوري. تلقى منحة من مؤسسة «هاينريش بول» في ألمانيا أواخر العام 2013، ولم يزل مقيماً في مدينة هامبورغ الألمانية.أقام العديد من النشاطات الثقافية والمحاضرات في ألمانيا، منها محاضرة في مهرجان الأدب العالمي في برلين.
شارك في كتاب تم نشره باللغة الألمانية بعنوان «الوصول» (Ankunft) عام 2018 وذلك بنص عنوانه «المنفى كحياة مؤجلة» (Exil – ein Leben auf Zeit).
كما شارك في الكتاب المنشور باللغة الألمانية الذي أعدته المترجمة الألمانية Laressa Binder بعنوان: "سوريا من الداخل (Innenansichten-aus-Syrien).

## الكتب المنشورة
صدر لخضر الآغا العديد من المؤلفات الشعرية والدراسات الثقافية منها:
- كتب يقول (شعر)[7]
- أنوثة الإشارة (شعر)
- الجاهلي الذي أنا (شعر)

وله عدة كتب في مجال الدراسات الثقافية من أهمها:
- البياض المهدور: مقدمة للشعر الجديد في سوريا[8]
- ما بعد الكتابة: نقد إيديولوجية اللغة[9]
- ثقافة العصيان – قراءات في فكر وحياة بوعلي ياسين (تقديم وإعداد)[10]
- عودة الشفوية: نهاية الشعر العربي.